# Ana Margarida
Ana Margarida é uma cantora portuguesa, fadista (cantora de Fado), compositora, letrista, poeta e atriz.

## Biografia
Começou a cantar desde muito cedo. Integrou o grupo Baby Rock com quem gravou o tema Valsinha de Natal de Ilda Ventura, no CD Viajando na Música.
Representou Portugal em 1994 no festival Bravo Bravíssimo, em Cremona, Itália com o tema Uma Casa Portuguesa.
Venceu em 1995 a Grande Noite do Fado realizado no Coliseu dos Recreios em Lisboa e em 1998 ganhou o programa Cidade contra Cidade contra Cidade do programa de televisão Big Show SIC, onde ganhou uma ambulância para o concelho do Seixal, ambos com Povo que Lavas no Rio.
Desde então tem feito atuações de Norte a Sul do país, bem como além fronteiras. Entretanto iniciou a sua Licenciatura em Biologia Marinha e Pescas em Faro, o que a fez afastar-se temporariamente dos espetáculos.[carece de fontes?]
Paralelamente, depois de ter privado com músicos como Sandro Costa e Miguel Costa, com quem aprendeu a tocar viola, começou a fazer composições próprias e a fazer algumas atuações com músicos convidados.
Em 2003 fez o seu primeiro espetáculo de originais intitulado 'As Minhas Canções' no cineteatro São Vicente em Paio Pires com os músicos Cícero Lee, Ciro Lee, Paulo Rosa. No mesmo ano é convidada a integrar o álbum Lisboa em Vários Tons, um trabalho com letras de Carlos Baleia. e músicas de Daniel Gouveia, João Machado e António Redes Cruz, juntamente com outros nomes do Fado como Teresa Tapadas, Linda Leonardo e Rodrigo Costa Félix.
Em 2007 apresenta o seu projeto de originais no Festival +música 2007 em Loulé no qual arrecada o 2° lugar, com o músico Ruben Azevedo. Também nesse ano conclui o Mestrado em Biologia Marinha e começa a trabalhar como investigadora na Faculdade de Ciências de Lisboa, sob a orientação da Professora Vanda Brotas.
Em 2009 é convidada por Manuela Sameiro a integrar um espetáculo de homenagem a Amália Rodrigues no Cineteatro São Vicente, que se voltaria a repetir em 2019 em Corroios.
Ao longo do seu percurso foi convidada a participar em diversos projectos musicais, onde pode revelar a sua versatilidade interpretativa, incluindo improvisação vocal em sons meditativos, bem como o Canto lírico em árias de Ópera.
Durante o ano de 2012 interessou-se por terapias holísticas e foi convidada a fazer concertos meditativos com António Botelho e Lígia Fernandes. Na sequência desses concertos, participou na opereta Anjos Caídos de Olavo Nóbrega, onde representava um anjo negro que cantava vocalizos ao longo da peça. Continuou a realizar concertos meditativos, mais tarde com a colaboração de Daniel Lourenço.
Em 2014 integrou a banda portuguesa de Bluegrass Stone Bones & Bad Spaguetti, com quem atuou em alguns festivais de Bluegrass da Europa, como La Roche (França), Moniaive (Escócia) e Grevenbicht (Holanda). Foi com os SB & BS que surgiu um novo projeto, chamado pelo fundador André Dal, 'Fadograss', em que se misturam os dois géneros musicais, Fado e Bluegrass, resultando numa sonoridade rica e alegre, muito apreciado nos referidos festivais.
Depois da temporada com os SB & BS decide experimentar a representação, integrando o Teatro de Revista 'Lisboa Foi a Votos e Agora?!' de Carlos Espanhol. Seguidamente surge o convite para participar numa Curta-metragem baseada na obra de Tim Burton "A Morte Melancólica do Rapaz Ostra" por João Rufino.
Em 2017 representa a personagem do Fado 'Maria Severa' no projeto gastronómico e etnográfico 'Casa Portuguesa' da 'Sarplay', onde contracena com o fadista Victor Manuel Costa como Conde de Vimioso e é acompanhada no Final da apresentação pelo grupo de Cante alentejano da Damaia.
Em 2018 é convidada a ser madrinha da estreante marcha do Parque das Nações nas marchas de Lisboa, onde desfilou pela Avenida da Liberdade a par com Nuno Henriques. Quase simultaneamente foi também madrinha da marcha do Bairro Santos Nicolau em Setúbal, onde interpretou temas com o fadista Nuno Rocha.
Em 2022 edita pela primeira vez textos seus no livro UNO I, a convite da escritora Raquel Rodrigues.
Depois de alguns anos de amadurecimento musical, é em 2023 que lança no mercado digital os Singles "Que Deus me Perdoe" e "Namorico da Rita", ambos celebrizados anteriormente pela icónica fadista Amália Rodrigues e os Álbuns "Improviso à Chuva" e "Fado ao Piano". "Improviso à Chuva é um trabalho meditativo, em parceria com o instrumentista do Porto Nuno Silva e "Fado ao Piano" uma colaboração com o pianista Renato da Silva Jr..

## Discografia

### Trilhas sonoras
- 1993 - "Valsinha de Natal", Viajando na Música, Baby Rock (Disconorte)
- 2003 - "Apenas em alfama", "Lisboa amargurada" e "Novo Horizonte", Lisboa em Vários Tons, Vários (Ovação)[31]
- 2015 - "Só Eu Sei Porque te Amo" e "A Pensar em Ti", Apalpa Aqui, Apalpa Ali, Gonçalo Barata (País Real)

### Singles
- 2023 - Que Deus me Perdoe" (Independente, Distribuição Digital)
- 2023 - "Namorico da Rita" (Independente, Distribuição Digital)

### Álbuns
- 2023 - "Improviso À Chuva" (Independente, Distribuição Digital)
- 2023 - "Fado ao Piano" (Independente, Distribuição Digital)